# 青井鈴音
青井 鈴音（あおい すずね、1990年10月1日 - ）は、日本のタレント、パチスロライター、元グラビアアイドルである。埼玉県出身。
現在グラビアアイドルは卒業しており、主にパチスロライターとして活動している。

## 人物

### 愛称
「鈴音」から派生して、「すーちゃん」や「ちゃんすー」などの愛称がある。

### 趣味
- 趣味は映画鑑賞。休日にはDVDを借りて映画漬けの一日を過ごすこともある。好きな映画は数えきれないほどあるが、選ぶとするならば『バタフライエフェクト』だという。
- 漫画好きで、特に好きなものが『ジョジョの奇妙な冒険』。プロフィールの「座右の銘は？」という質問項目に『北斗の拳』の名言の一つである「お前には地獄すら生ぬるい」を引用して答えている。
- ゲーマーでもある。ただし飽きやすい性格から、RPGは苦手。『バイオハザードシリーズ』が好きで、中でも『バイオハザード5』のミニゲーム「マーセナリーズ」が得意[2]。
- 競馬やパチンコ、麻雀などのギャンブルが好きだと公言しており、オフィシャルブログ「すずのおと」では自分の競馬予想などのコメントも多い。ミス東スポ2013セミファイナリストに選ばれた際のPRビデオでも「競馬に関わる仕事が出来たらうれしい」という旨のコメントをしている[3]。
- 好きな俳優は、桐谷健太、水川あさみ、ジョニー・デップ[4]。
- 好きな食べ物はチョコレートと豚足。嫌いな食べ物はキウイ。
- 好きなアーティストは、銀杏BOYZ、氣志團、LADY GAGA。
- 好きなスポーツはソフトボール。
- 好きな色はピンク。

### 家族
- 母子家庭であるという[5]。また弟と妹がいる。ブログでもしばしば弟妹の話題があげられており、誕生日にリュックが欲しいという弟にどんなものを選べばいいか悩んでいたり、妹の中学校最後の体育祭を観に行き、大縄跳びの種目で妹のクラスが優勝する姿を観て涙腺を刺激されるなど、仲が良い様子がうかがえる。

## 作品

### DVD
1. 鈴音のトリセツ（2011年9月22日発売、イーネット・フロンティア）
2. Love Control（2012年5月25日発売、エアーコントロール）
3. Hな虜（2012年8月22日発売ビーエムドットスリー）
4. デカメロン（2013年7月19日発売ビーエムドットスリー）
5. Nudity（2013年10月25日発売ビーエムドットスリー）
6. すずねパイ（2014年3月28日発売ビーエムドットスリー）
7. 混浴気分vol.１2 ～胸いっぱいの湯けむり恋物語～　（2014年6月27日発売オルスタック販売）
8. 妄想艶戯 （2014年9月26日発売オルスタック販売）

## 出演
- あっ！とおどろく放送局　アイドルの虎
- ピグ☆１（2012年1月）
- グラビアサイト　本当にデカップ（2011年10月〜）